# 朗蒂亚克圣布莱斯
朗蒂亚克圣布莱斯（法語：Lentillac-Saint-Blaise，法語發音：[lɑ̃tijak sɛ̃ blɛz]）是法国洛特省的一个市镇，属于菲雅克区。

## 地理
朗蒂亚克圣布莱斯（44°35'28"N, 2°7'16"E）面积5.75 平方千米，位于法国奧克西塔尼大區洛特省，该省份为法国西南部内陆省份，北起顺时针与科雷兹省、康塔爾省、阿韦龙省、塔恩-加龙省、洛特-加龍省和多尔多涅省接壤。
与朗蒂亚克圣布莱斯接壤的市镇（或旧市镇、城区）包括：卡普德纳克、屈扎克、费尔赞斯、吕南、圣费利。

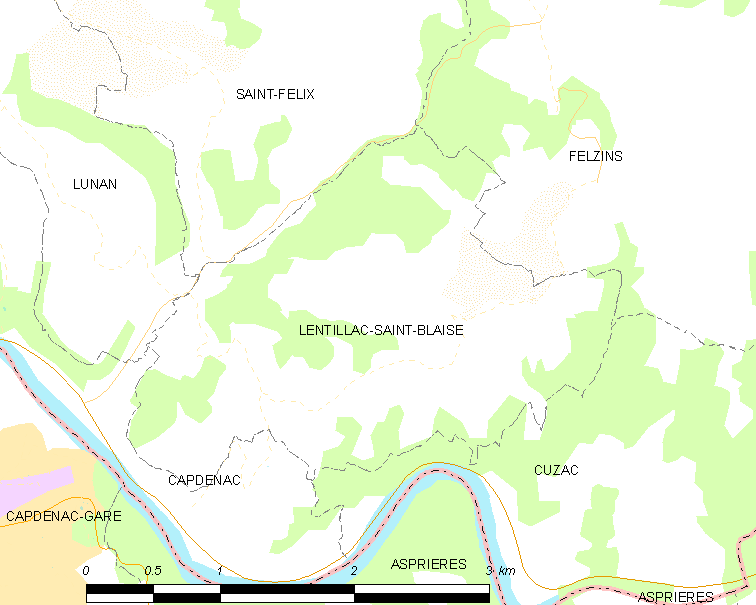
朗蒂亚克圣布莱斯的OSM定位图

朗蒂亚克圣布莱斯的时区为UTC+01:00、UTC+02:00（夏令时）。

## 行政
朗蒂亚克圣布莱斯的邮政编码为46100，INSEE市镇编码为46168。

## 政治
朗蒂亚克圣布莱斯所属的省级选区为菲雅克第二县。

## 人口

1962-2008年间朗蒂亚克圣布莱斯人口变化图示

朗蒂亚克圣布莱斯于2022年1月1日时的人口数量为191人。